# Gordon Haddon Clark
Gordon Haddon Clark (31 de agosto de 1902 – 9 de abril de 1985) foi um filósofo e teólogo calvinista americano. Foi uma figura importante associada à apologética pressuposicional e foi presidente do Departamento de Filosofia da Universidade Butler por 28 anos. Ele era um especialista em filosofia pré-socrática e antiga e era conhecido por defender a ideia da revelação proposicional, contra o empirismo e o racionalismo, ao argumentar que toda verdade é proposicional . Sua teoria do conhecimento é chamada, às vezes, de escrituralismo .

## Biografia
Clark foi criado em um lar cristão e estudou o pensamento calvinista desde muito jovem. Em 1924, se formou na Universidade da Pensilvânia com um diploma de bacharel em francês e obteve seu doutorado em Filosofia pela mesma instituição em 1929. No ano seguinte, estudou na Sorbonne .
Ele começou a lecionar na Universidade da Pensilvânia depois de receber seu diploma de bacharel e também lecionou no Seminário Episcopal Reformado da Filadélfia . Em 1936, ele aceitou o cargo de professor de Filosofia no Wheaton College, Illinois, onde permaneceu até 1943, quando aceitou a presidência do Departamento de Filosofia da Butler University em Indianápolis. Após sua aposentadoria de Butler em 1973, ele ensinou no Covenant College em Lookout Mountain, Geórgia, e no Sangre de Cristo Seminary em Westcliffe, Colorado .
As afiliações denominacionais de Clark mudariam muitas vezes. Ele nasceu e se tornou um presbítero regente na Igreja Presbiteriana nos Estados Unidos da América . No entanto, ele acabaria saindo com um pequeno grupo de conservadores, liderados por John Gresham Machen, para ajudar a formar a Igreja Presbiteriana da América (renomeada como Igreja Presbiteriana Ortodoxa em 1938) e seria ordenado nela em 1944. No entanto, em 1948, após a controvérsia Clark-Van Til, ele se filiou à Igreja Presbiteriana Unida da América do Norte . Após a fusão dela, em 1956, com a Igreja Presbiteriana nos Estados Unidos da América (a mesma denominação da qual a Igreja Presbiteriana Ortodoxa havia se separado em 1936) para formar a Igreja Presbiteriana Unida nos Estados Unidos da América, Clark se juntou à Igreja Presbiteriana Reformada - Sínodo Geral em 1957. Clark foi fundamental para organizar uma fusão entre a ela e a Igreja Presbiteriana Evangélica para formar a Igreja Presbiteriana Reformada, Sínodo Evangélico em 1965. Quando a esta tornou-se parte da Igreja Presbiteriana na América em 1982, Clark recusou-se a ingressar no PCA e, em vez disso, ingressou no Presbitério Covenant não afiliado em 1984.
Clark também foi eleito presidente da Sociedade Teológica Evangélica em 1965.
Ele morreu em 1985 e foi enterrado perto de Westcliffe, Colorado .

## Filosofia
A filosofia e teologia de Clark foram resumidas como:
- Epistemologia : revelação proposicional na Bíblia
- Soteriologia : somente a fé
- Metafísica : teísmo
- Ética : a superioridade da lei divina sobre a lei humana / egoísmo cristão [2]
- Política : república constitucional

## Vida pessoal
Clark conheceu sua futura esposa Ruth Schmidt durante seus estudos de graduação na Universidade da Pensilvânia ; ela tinha sido batizada pelo pai de Gordon quando era bebê. Eles se casaram em 1929 e permaneceram juntos por 48 anos até a morte de Ruth de leucemia em 1977. Eles tiveram duas filhas, Lois Antoinette (mais tarde Lois Zeller, n. 1936) e Nancy Elizabeth (mais tarde Betsy Clark George, n. 1941). No momento de sua morte, Clark deixou suas duas filhas e seus maridos, 12 netos e um bisneto.
Clark era conhecido como um bom jogador de xadrez . Em 1966, ele ganhou o campeonato do King's Men Chess Club em Indianápolis .

## Publicações
Clark foi um autor prolífico que escreveu mais de quarenta livros, incluindo textos sobre filosofia antiga e contemporânea, volumes sobre doutrinas cristãs, comentários sobre o Novo Testamento e um volume de história da filosofia:

### Filosofia
- Uma introdução à filosofia cristã (ISBN 0-940931-38-9 ), em que o pensamento de Clark está bem resumido em três palestras ministradas no Wheaton College, reeditadas em Filosofia Cristã (ISBN 1-891777-02-5 )
- Três Tipos de Filosofia Religiosa, reeditada na Filosofia Cristã (ISBN 1-891777-02-5 )
- De Thales a Dewey, uma história da filosofia (ISBN 1-891777-09-2 )
- Filosofia Antiga, a seção de História da Filosofia do Dr. Clark, que ele co-publicou com três outros autores; também inclui onze ensaios principais, incluindo sua dissertação de doutorado em Aristóteles (ISBN 0-940931-49-4 )
- William James e John Dewey (ISBN 0-940931-43-5 )
- Behaviorismo e Cristianismo (ISBN 0-940931-04-4 )
- Filosofia da Ciência e Crença em Deus (ISBN 0-940931-85-0 )
- Historiografia: Secular e Religiosa (ISBN 0-940931-39-7 )
- Uma Visão Cristã de Homens e Coisas, que desenvolve a visão de mundo Cristã de Clark (ISBN 1-891777-00-9 )
- Uma filosofia cristã da educação (ISBN 1-891777-06-8 )
- Logic, um livro-texto sobre lógica para alunos (ISBN 0-940931-71-0 )
- Ensaios sobre ética e política (ISBN 0-940931-32-X )
- Lord God of Truth impresso com Concerning the Teacher de Santo Agostinho (ISBN 0-940931-40-0 )
- Seleções da Filosofia Helenística editadas por Clark (ISBN 0-89197-396-6 )
- Leituras de Ética editadas por Clark e TV Smith (ISBN 0-390-19545-6 )
- Clark Speaks from the Grave, escrito pouco antes de Clark morrer e publicado postumamente, respondendo a alguns de seus críticos (ISBN 0-940931-12-5 )

### Teologia
- Em Defesa da Teologia (ISBN 0-88062-123-0 )
- Religião, Razão e Revelação, o principal trabalho de Clark sobre apologética (ISBN 0-940931-86-9 )
- Martelo de Deus: A Bíblia e seus críticos (ISBN 0-940931-88-5 )
- O que os presbiterianos acreditam?, um comentário sobre a Confissão de Fé de Westminster (ISBN 0-940931-60-5 )
- Predestinação, a edição combinada de Predestinação Bíblica e Predestinação no Antigo Testamento ; um estudo da ideia de eleição na Bíblia
- Método Teológico de Karl Barth, um livro crítico de Barth (ISBN 0-940931-51-6 )
- Linguagem e teologia (ISBN 0-940931-90-7 )
- O Logos joanino, sobre o uso do termo Logos por João Evangelista (ISBN 0-940931-22-2 )
- Fé e fé salvadora (ISBN 0-940931-95-8 ); relançado como What is Saving Faith? (ISBN 0-940931-65-6 )
- Evangelismo de hoje: falsificado ou genuíno? (ISBN 0-940931-28-1 )
- A Doutrina Bíblica do Homem (ISBN 0-940931-91-5 )
- A Encarnação (ISBN 0-940931-23-0 )
- O Espírito Santo (ISBN 0-940931-37-0 )
- A Expiação (ISBN 0-940931-87-7 )
- Santificação (ISBN 0-940931-33-8 )
- A Trindade (ISBN 0-940931-92-3 )

### Comentários
- Primeira Coríntios: Um Comentário Contemporâneo (ISBN 0-940931-29-X )
- Efésios (ISBN 0-940931-11-7 )
- Filipenses (ISBN 0-940931-47-8 )
- Colossenses (ISBN 0-940931-25-7 )
- Primeiro e Segundo Tessalonicenses (ISBN 0-940931-14-1 )
- As Epístolas Pastorais na primeira e segunda cartas a Timóteo e Tito (ISBN 1-891777-04-1 )
- Novos Céus, Nova Terra na primeira e segunda letras de Pedro (ISBN 0-940931-36-2 )
- Primeiro John (ISBN 0-940931-94-X )

Além disso, Ronald Nash editou um Festschrift The Philosophy of Gordon H. Clark (Philadelphia: Presbyterian and Reformed, 1968), que apresentou um resumo do pensamento de Clark ( viz ., As palestras de Wheaton mencionadas acima), críticas de vários autores e réplicas de Clark.